# カズベク山

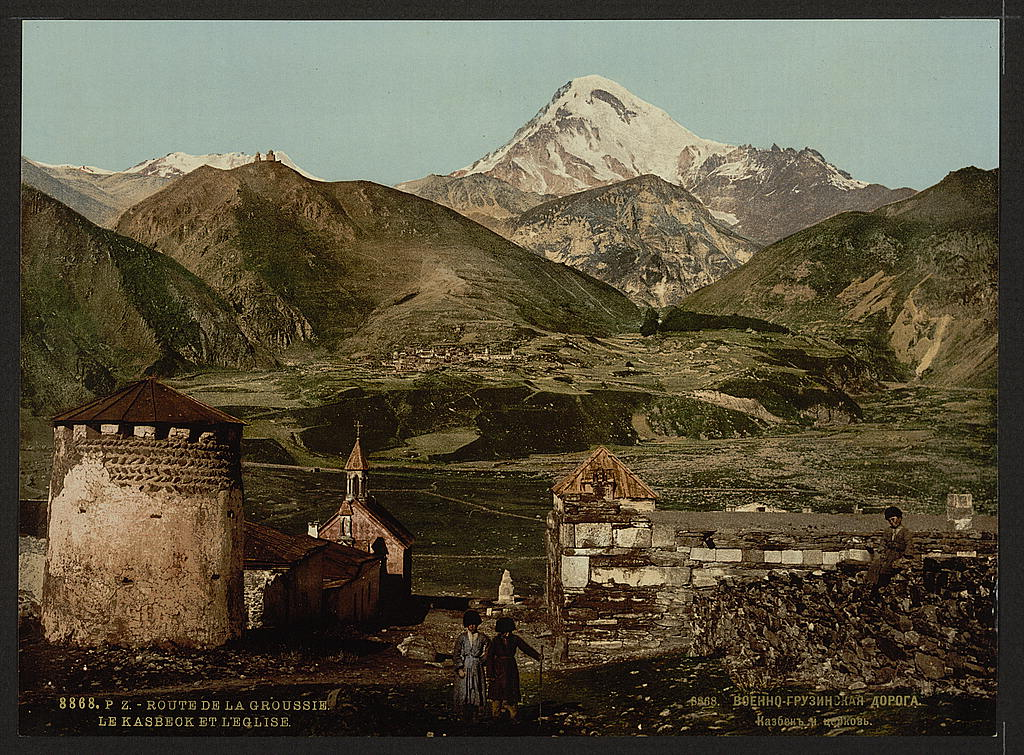
グルジア軍道から見たカズベク山（1890年代の絵葉書から）。

カズベク山（カズベクさん、ロシア語: Гора Казбек、オセット語: Сæнайы хох）またはムキンヴァリ（グルジア語: მყინვარწვერი、氷の山の意）は、コーカサス山脈にある有名な山で、ジョージアのシダ・カルトリ州とロシア連邦の北オセチア・アラニヤ共和国の間にある。

## 地理
カズベク山は成層火山で、標高は5,047メートル、ジョージアでは三番目に高く（シュハラ山とジャンガ山の次）で、コーカサス山脈では七番目の高山で、コーカサスの火山としてはエルブルス山に次いで二番目に高い。
カズベク山の山頂はジョージアのステパンツミンダの町（Stepantsminda）の西にあり、古来ここから眺める景色は山が近く、秀麗だといわれている。
1979年、カズベク山の周辺は当時のソ連政府によって「カズベギ自然公園」に指定されていて、コーカサス地方独特の植物が多く生えている。

## 交通
カズベク山はテレク川に削られている。この山の東側、テレク川に沿ってグルジア軍道（E117号線）が開通しており、ロシアのウラジカフカスからジョージアトビリシへ通じる。

## 文化
- 神々から火を盗んで人々に与えたプロメーテウスの伝説は、ジョージアではアミラニ（Amirani）の伝説になっている。彼はその罪でカズベク山の標高4,000メートルの洞窟に幽閉されたされたといわれて、そこはジョージア正教会の草庵となっていて、かつてはアブラハムのテントがあったり、イエスの飼い葉おけがあったという伝説がある。
- 世界百名山は諸説あるが、深田久弥は彼の世界百名山ではカズベク山を第一に挙げている[3]。
- ステパンツミンダにはジョージアの作家であるアレクサンドル・カズベギ（Alexander Kazbegi）の像と博物館がある[4]。
- ロシアの作家のミハイル・レールモントフはコーカサス地方で流刑時代を過ごしていて、カズベク山を彼の詩にしばしば登場させている[5]。例えば、彼の詩物語『悪魔』（デーモン）第1部3連では、

| 原詩（ロシア語） | 直訳（日本語、GFDL） |
| --- | --- |
| ．．． И над вершинами Кавказа Изгнанник рая пролетал: Под ним Казбек, как грань алмаза, Снегами вечными сиял, ．．． | ．．． そしてコーカサスの山々の頂の上を 天国から追放された者は飛んでいた。 その下にカズベク山がダイヤモンドの面のように、 消えることのない雪で輝いていた、 ．．． |

と雄大なコーカサスの山々へ言及している。
- ミハイル・イッポリトフ＝イヴァーノフ作曲の組曲『コーカサスの風景』の第2曲「村にて」は、ロシアからグルジア軍道でカズベク山を見て、ジョージアへ入り最初の村での経験をもとにしている[7]。
- 小惑星(3477) Kazbegiはカズベク山にちなんで命名された[8]。